# Jovići
Jovići falu Horvátországban Zára megyében. Közigazgatásilag Ražanachoz tartozik.

## Fekvése
Zára központjától légvonalban 19 km-re, közúton 25 km-re északkeletre, községközpontjától 5 km-re délkeletre, Dalmácia északi részén, a Posedarjéból Pagra menő 106-os számú főút mellett fekszik.

## Története
Lakosságát 1948 óta számlálják önállóan. 1993-tól az újraalapított Ražanac községhez tartozik. 2011-ben 344 lakosa volt. Lakói hagyományosan mezőgazdasággal, állattartással foglalkoztak.

## Lakosság
| Lakosság változása | Lakosság változása | Lakosság változása | Lakosság változása | Lakosság változása | Lakosság változása | Lakosság változása | Lakosság változása | Lakosság változása | Lakosság változása | Lakosság változása | Lakosság változása | Lakosság változása | Lakosság változása | Lakosság változása | Lakosság változása |
| ------------------ | ------------------ | ------------------ | ------------------ | ------------------ | ------------------ | ------------------ | ------------------ | ------------------ | ------------------ | ------------------ | ------------------ | ------------------ | ------------------ | ------------------ | ------------------ |
| 1857               | 1869               | 1880               | 1890               | 1900               | 1910               | 1921               | 1931               | 1948               | 1953               | 1961               | 1971               | 1981               | 1991               | 2001               | 2011               |
| 0                  | 0                  | 0                  | 0                  | 0                  | 0                  | 0                  | 0                  | 500                | 570                | 594                | 518                | 503                | 534                | 420                | 344                |

## Nevezetességei
- Szent Mária Magdolna tiszteletére szentelt temploma a falutól 8 km-re délkeletre levő mezőn található. A temploma a 13–14. században épült, a török időkben lerombolták. 1893-ban és 1930-ban megújították. Apszisában kő oltár található a szent szobrával. Homlokzata felett emelkedő harangépítményében egy harang található.[4]
- Tavelics Szent Miklós tiszteletére szentelt kápolnája 1970-ben épült a régi kápolna helyén. 1982. november 13-án szentelte fel Marijan Oblak zárai érsek. Egyhajós épület sekrestyével. Főoltára egy triptichon a Lourdes-i Szűzanya, a feltámadás és Tavelics Szent Miklós ábrázolásával. Szembemiséző oltára és szentségtartója fából, szenteltvíztartója kőből készült. Harangtornyában két harang található.[4]